# Chairul Tanjung
Chairul Tanjung (ur. 16 czerwca 1962 w Dżakarcie) – indonezyjski przedsiębiorca; założyciel konglomeratu CT Corp. W okresie od 19 maja 2014 do 27 października 2014 r. był ministrem koordynującym ds. gospodarki Indonezji.
Jego majątek szacowany był w 2021 r. na 4,5 mld USD.